# Paul Lhérie
Paul Lhérie, nacido Paul Lévy, (8 de octubre de 1844, París-17 de octubre de 1937, ibídem) fue un tenor francés, luego barítono y más tarde profesor de canto. Fue más famoso por encarnar el papel de don José en el estreno de la ópera Carmen de Georges Bizet.

## Biografía
Paul Lévy nació el 8 de octubre de 1844 en París. Después de estudiar en París, debutó en la Opéra-Comique en 1866 como el Joseph de Méhul. Creó el papel de Carlos II en Don César de Bazan de Massenet en 1872, Kornélis en La Princesse jaune de Camille Saint-Saëns en 1872, Benoît en Le roi l'a dit de Delibes en 1873, y don José en Carmen de Bizet en 1875. Bizet y Lhérie se hicieron amigos durante los preparativos de la ópera. Nadarían juntos en el Sena durante las visitas del cantante a la casa del compositor en Bougival.
Se convirtió en barítono en 1882, cantando Posa en la primera interpretación de la versión italiana revisada de Don Carlos de Verdi en La Scala de Milán, dos años después. También pasó un tiempo durante la década de 1880 en el Covent Garden de Londres, donde interpretó a Zurga (en Los pescadores de perlas), Rigoletto, Germont (La traviata), Luna (El trovador) y Alphonse (La favorita). También cantó Zurga y otros papeles en una temporada italiana en el Théâtre de la Gaîté en 1889 y creó el papel de Simeone Bardi en el estreno del Dante de Godard en 1890 en la Opéra Comique, recién retomado Zampa para su reaparición en la Salle Favart.
En Roma, en el Teatro Costanzi, el 31 de octubre de 1891, fue el primer rabino David en el estreno de L'amico Fritz de Mascagni (él mismo era judío) y repitió el papel en Montecarlo el mismo año. En 1894, creó Gudleik en Hulda de Franck, también en Montecarlo.
Lhérie se retiró de los escenarios en 1894. En los últimos años de su vida enseñó opéra-comique y ópera en el Conservatorio de París, entre sus alumnos ganadores de premios se encontraban Léon Rothier, David Devriès, Suzanne Cesbron-Viseur, Ginette Guillamat y Geneviève Vix.
Falleció en París el 17 de octubre de 1937 a los 93 años de edad.